# Ognizierka

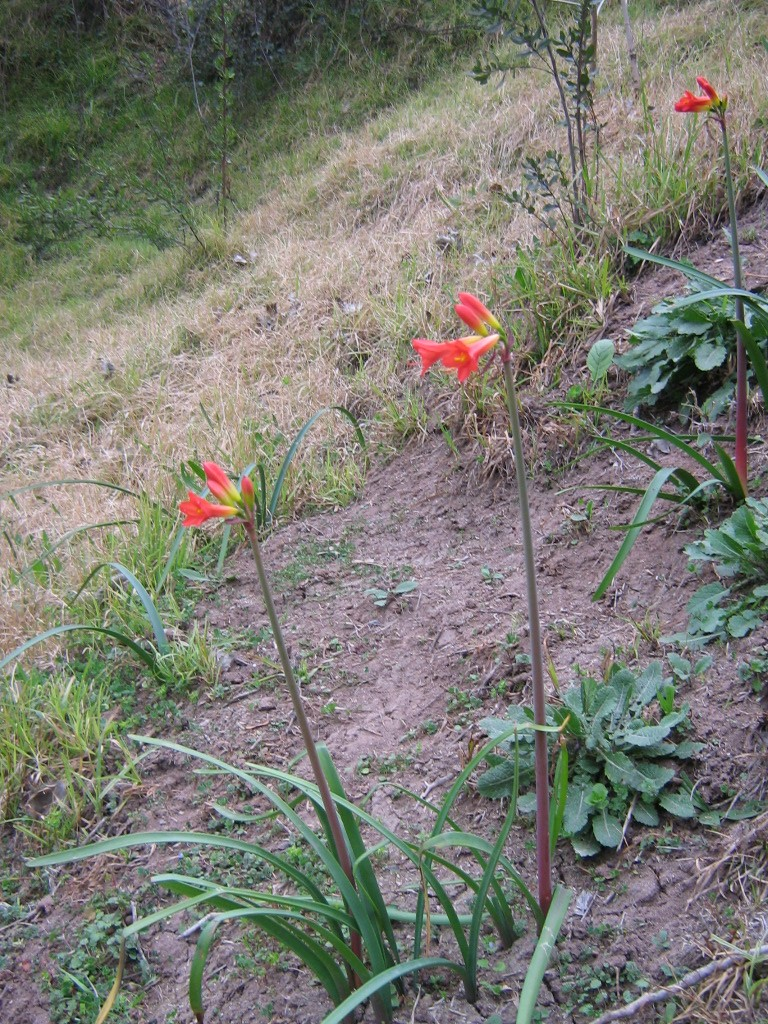
Eustephia coccinea

Ognizierka (Eustephia Cav.) – rodzaj roślin z rodziny amarylkowatych. Obejmuje sześć gatunków, występujących w Peru i Boliwii.

## Morfologia
PokrójWieloletnie rośliny zielne.
PędCebula z wydłużoną szyjką osłaniającą pąk wierzchołkowy.
LiścieRównowąskie, sezonowe, zwykle kanalikowate.
KwiatyZebrane w kwiatostan, wyrastający na głąbiku, wsparty dwiema podsadkami. Opadające do zwisłych. Okwiat rurkowaty, różnobarwny, zwykle z zielonymi wierzchołkami. Listki okwiatu zrośnięte w krótką rurkę. Pręciki wolne lub krótko zrośnięte u nasady. Nitki oskrzydlone w dolnej części, ze smukłym ząbkiem po obu stronach w powyżej połowy długości. Szyjka słupka zakończona lekko trójwrębnym znamieniem.
OwoceTrójwrębne, beczułkowate, pękające torebki. Nasiona dyskowate, o czarnej łupinie.

## Systematyka
Pozycja systematycznaRodzaj z plemienia Eustephieae, podrodziny amarylkowych Amaryllidoideae z rodziny amarylkowatych Amaryllidaceae.
Wykaz gatunków
- Eustephia armifera J.F.Macbr.
- Eustephia coccinea Cav.
- Eustephia darwinii Vargas
- Eustephia hugoei Vargas
- Eustephia kawidei Vargas
- Eustephia longibracteata Vargas

## Nazewnictwo
Etymologia nazwy naukowejNazwa naukowa rodzaju pochodzi od greckiego słowa στέφανος (stephanos – wieniec, korona) i przedrostka ευ- (eu- – dobrze).
Nazwy zwyczajowe w języku polskimPolska nazwa rodzaju Eustephia: ognizierka, wskazana została w Słowniku nazwisk zoologicznych i botanicznych polskich... Erazma Majewskiego z 1889 r. i Słowniku polskich imion rodzajów oraz wyższych skupień roślin, poprzedzony historyczną rozprawą o źródłach z roku 1900, pod redakcją Józefa Rostafińskiego, a także w Słowniku języka polskiego Jana Karłowicza, Adama Kryńskiego i Władysława Niedźwiedzkiego z 1902 r. W wydanym w 2008 Słowniku roślin zielnych łacińsko-polskim Wiesława Gawrysia rodzaj nie został ujęty.

## Zastosowanie
Rośliny leczniczeEustephia coccinea jest stosowana w tradycyjnej medycynie peruwiańskiej do leczenia stanów zapalnych żołądka i macicy, choroby wrzodowej, torbieli, ran i krwotoków.